# La Soufrière, Saint Vincent
För vulkaner och platser med liknande namn, seSoufrière 

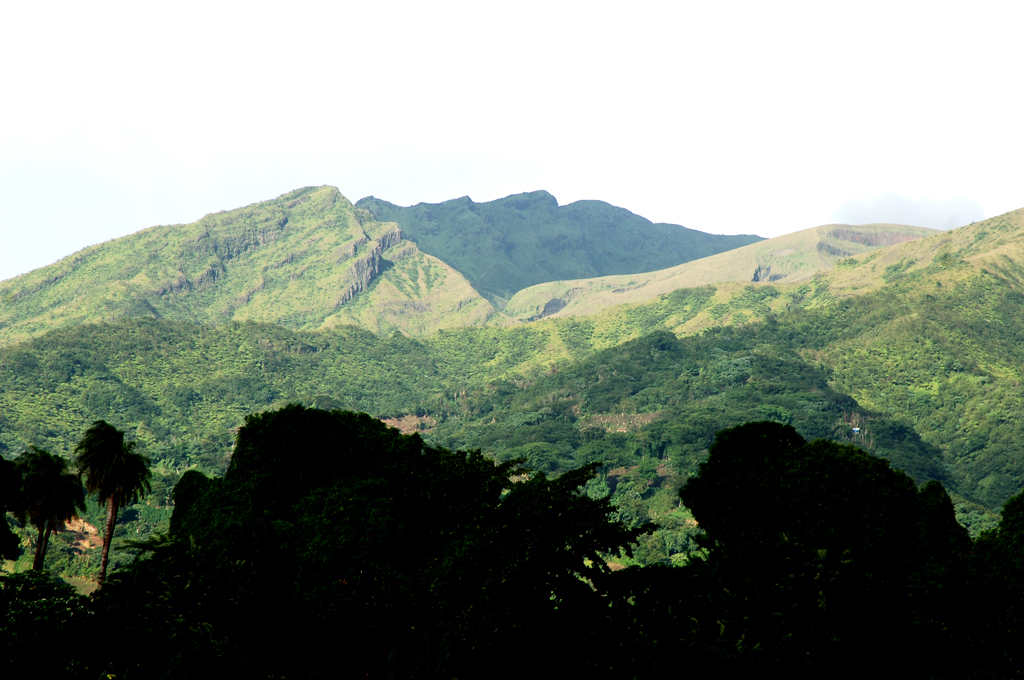
La Soufrière.

La Soufrière eller Soufrière Saint Vincent är en 1 220 meter hög vulkan på ön Saint Vincent i Saint Vincent och Grenadinerna, Karibien. Vulkanen har haft utbrott 1718, 1812, 1902, 1971, 1979 och 2021.

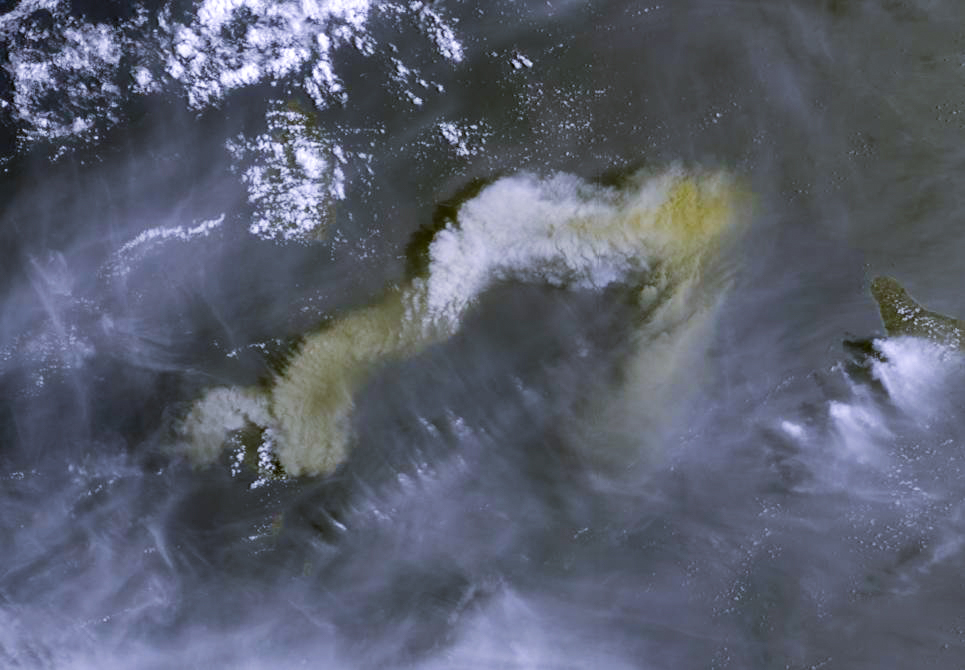
Satellitvy av vulkanen.